# Paraphytus doriae
Paraphytus doriae là một loài bọ cánh cứng trong họ Bọ hung (Scarabaeidae).